# Koppigen
Koppigen is een gemeente en plaats in het Zwitserse kanton Bern, en maakt deel uit van het district Emmental.
Koppigen telt 2.080 inwoners.